# Толга (Крым)
Толга (укр. Толга, крымскотат. Tolga, Толга) — исчезнувшее село в Белогорском районе Республики Крым, на территории Богатовского сельского поселения (согласно административно-территориальному делению Украины — Богатовского сельского совета Автономной Республики Крым). Располагалось в центральной части района, в горах Внутренней гряды Крымских гор, примерно в 3 километрах западнее села Красная Слобода, в верховье долины ручья Джемрек-Узень (он же Копырликой).

## История
Впервые в исторических документах селение встречается на верстовке 1890 года, на которой в Толге обозначены 7 дворов с греческим населением. Согласно «…Памятной книжке Таврической губернии на 1900 год» в безземельной деревне Толга Салынской волости Феодосийского уезда жителей и домохозяйств не числилось. По «…Памятной книжке Таврической губернии на 1902 год» в деревне Толча, входившей в Коперликойское сельское общество, было 40 жителей, домохозяйств не имеющих, а земля находилась в частном владении некоего Джелалиева. В Статистическом справочнике Таврической губернии 1915 года Толга по неизвестной пока причине не записана.
После установления в Крыму Советской власти, по постановлению Крымревкома от 8 января 1921 года была упразднена волостная система и селение вошло в состав вновь созданного Карасубазарского района Симферопольского уезда, а в 1922 году уезды получили название округов. 11 октября 1923 года, согласно постановлению ВЦИК, в административное деление Крымской АССР были внесены изменения, в результате которых округа ликвидировались, Карасубазарский район стал самостоятельной административной единицей и село включили в его состав. Согласно Списку населённых пунктов Крымской АССР по Всесоюзной переписи 17 декабря 1926 года, на хуторе Толга, Бахчи-Элинского сельсовета Карасубазарского района, числилось 3 двора, все крестьянские, население составляло 16 человек, из них 15 русских и 1 грек. В последний раз в доступных источниках селение встречается на двухкилометровке РККА 1942 года.